# Potok Chrenovka
Potok Chrenovka je přírodní památka v katastrálních územích obcí Bešeňov, Bánov a Dolný Ohaj a města Nové Zámky v okrese Nové Zámky v Nitranském kraji. Území bylo vyhlášeno v roce 1984 a jeho rozloha je 25,88 hektaru. Předmětem ochrany je jeden z posledních neregulovaných vodních toků v novozámeckém okrese, s fragmenty přirozených porostů v intenzivně obhospodařované krajině.